# Hsu Chieh-yu
Hsu Chieh-yu (chinesisch 許絜瑜, Pinyin Xǔ Jié-yú; * 14. Januar 1992 in Taiwan) ist eine taiwanische Tennisspielerin.

## Karriere
Hsu sorgte erstmals für Aufmerksamkeit, als sie als Achtjährige die taiwanischen Jugendmeisterschaften der U10 gewann. Darüber hinaus spielte sie an der Pennsylvania State University College-Tennis und erzielte als Neuling eine Bilanz von 44:3, worauf sie als Ivy League Player of the Year und Rookie of the Year ausgezeichnet wurde.
Obwohl in Taiwan geboren, spielte sie bis 2007 für die Volksrepublik China. 2008 wurde sie US-amerikanische Staatsbürgerin, seit den Audi Melbourne Pro Tennis Classic im Jahr 2014 tritt sie allerdings für Taiwan an.
Sie spielt hauptsächlich Turniere auf der ITF Women’s World Tennis Tour, bei der sie bislang sechs Einzel- und 27 Doppelkonkurrenzen gewann. Bei den Western & Southern Financial Group Women’s Open 2007 in Cincinnati spielte sie erstmals im Hauptfeld eines Turniers der WTA Tour.
Ihre besten Weltranglistenplatzierungen erreichte sie im Einzel mit Rang 224 im April 2014 sowie im Doppel mit Rang 114 im Februar 2015.
Im Jahr 2017 spielte Hsu erstmals für die taiwanische Fed-Cup-Mannschaft; bisher hatte sie 8 Spiele (3 Siege).

## Turniersiege

### Einzel
| Nr. | Datum              | Turnier    | Kategorie   | Belag     | Finalgegnerin       | Ergebnis      |
| --- | ------------------ | ---------- | ----------- | --------- | ------------------- | ------------- |
| 1.  | 20. Dezember 2009  | Veracruz   | ITF $10.000 | Hartplatz | Vivian Segnini      | 7:5, 6:4      |
| 2.  | 17. Juni 2011      | Taipeh     | ITF $10.000 | Hartplatz | Chan Chin-wei       | 6:1, 6:4      |
| 3.  | 11. September 2011 | Antalya    | ITF $10.000 | Hartplatz | Christina Shakovets | 6:4, 6:0      |
| 4.  | 25. September 2011 | Adana      | ITF $10.000 | Hartplatz | Nikola Fraňková     | 6:0, 7:5      |
| 5.  | 26. Februar 2017   | Hammamet   | ITF $15.000 | Sand      | Sandra Samir        | 6:2, 2:6, 6:1 |
| 6.  | 30. Juni 2019      | Shreveport | ITF W15     | Sand      | Alycia Parks        | 6:2, 6:3      |

### Doppel
| Nr. | Datum              | Turnier             | Kategorie   | Belag     | Partnerin         | Finalgegnerinnen                               | Ergebnis          |
| --- | ------------------ | ------------------- | ----------- | --------- | ----------------- | ---------------------------------------------- | ----------------- |
| 1.  | 21. Mai 2011       | Landisville         | ITF $10.000 | Hartplatz | Nicola Slater     | Brooke Rischbieth Storm Sanders                | 7:5, 6:3          |
| 2.  | 17. September 2011 | Antalya             | ITF $10.000 | Hartplatz | Lucia Butkovská   | Khristina Kazimova Sasha Khabibulina           | 6:2, 6:2          |
| 3.  | 24. September 2011 | Adana               | ITF $10.000 | Hartplatz | Nikola Fraňková   | Hülya Esen Lütfiye Esen                        | 7:64, 6:4         |
| 4.  | 19. Mai 2012       | Landisville         | ITF $10.000 | Hartplatz | Macall Harkins    | Gabriela Dabrowski Alexandra Mueller           | 6:3, 6:4          |
| 5.  | 12. Januar 2013    | Innisbrook          | ITF $25.000 | Sand      | Ulrikke Eikeri    | Florencia Molinero Adriana Pérez               | 6:3, 6:0          |
| 6.  | 6. Dezember 2013   | Mérida              | ITF $25.000 | Hartplatz | María Irigoyen    | Hilda Melander Rebecca Peterson                | 6:4, 5:7, [10:6]  |
| 7.  | 11. Mai 2014       | Raleigh             | ITF $25.000 | Sand      | Alexandra Mueller | Danielle Lao Keri Wong                         | 6:3, 6:3          |
| 8.  | 10. Januar 2015    | Hongkong            | ITF $50.000 | Hartplatz | Han Xinyun        | Varatchaya Wongteanchai Varunya Wongteanchai   | 3:6, 6:4, [10:8]  |
| 9.  | 7. November 2015   | Scharm asch-Schaich | ITF $10.000 | Hartplatz | Martina Přádová   | Vicky Geurinckx Melissa Ifidzhen               | 6:2, 6:4          |
| 14. | 14. Januar 2018    | Hammamet            | ITF $15.000 | Sand      | Victoria Muntean  | Marija Marfutina Ioana Loredana Roșca          | 3:6, 7:5, [10:5]  |
| 15. | 23. Februar 2018   | Curitiba            | ITF $25.000 | Sand      | Marcela Zacarías  | Audrey Albié Harmony Tan                       | 6:0, 6:3          |
| 16. | 4. August 2018     | Fort Worth          | ITF $25.000 | Hartplatz | Marcela Zacarías  | Ayaka Okuno Olivia Tjandramulia                | 3:6, 7:66, [10:6] |
| 17. | 18. Mai 2019       | Changwon            | ITF W25     | Hartplatz | Chanel Simmonds   | Choi Ji-hee Lee Ya-hsuan                       | 6:3, 6:4          |
| 18. | 26. Mai 2019       | Goyang              | ITF W25     | Hartplatz | Chanel Simmonds   | Kim Na-ri Lee So-ra                            | 6:1, 6:3          |
| 19. | 29. Juni 2019      | Shreveport          | ITF W15     | Sand      | Vladica Babić     | Jennifer Elie Alexandra Osborne                | 6:2, 6:0          |
| 20. | 13. Juli 2019      | Saskatoon           | ITF W25     | Hartplatz | Marcela Zacarías  | Haruka Kaji Momoko Kobori                      | 6:3, 6:2          |
| 21. | 27. Juli 2019      | Evansville          | ITF W25     | Hartplatz | Chanel Simmonds   | Haruna Arakawa Pamela Montez                   | 6:2, 6:0          |
| 22. | 4. August 2019     | Fort Worth          | ITF W25     | Hartplatz | Gabriela Talabă   | Elysia Bolton Jada Myii Hart                   | 7:68, 7:5         |
| 23. | 17. August 2019    | Guayaquil           | ITF W25     | Sand      | Marcela Zacarías  | Emiliana Arango Katerina Stewart               | 6:4, 6:2          |
| 24. | 25. Januar 2020    | Vero Beach          | ITF W25     | Sand      | Panna Udvardy     | Irene Burillo Escorihuela Andrea Lázaro García | 7:5, 4:6, [10:7]  |
| 25. | 7. Mai 2022        | Daytona Beach       | ITF W25     | Sand      | Hsieh Yu-chieh    | Chelsea Fontenel Hina Inoue                    | 7:5, 6:0          |
| 26. | 30. September 2023 | Hilton Head         | ITF W15     | Sand      | Mia Yamakita      | Lucciana Pérez Alarcón Wakana Sonobe           | 6:2, 7:5          |
| 27. | 21. Oktober 2023   | Jackson             | ITF W15     | Hartplatz | Anita Sahdijewa   | Adeline Flach Angella Okutoyi                  | 7:5, 6:3          |